# Vasilijs Stepanovs
Vasilijs Stepanovs (ur. 28 maja 1927 w Leningradzie, zm. 8 kwietnia 2011 w Rydze) – łotewski sztangista. W barwach ZSRR srebrny medalista olimpijski z Melbourne.
Zawody w 1956 były jego jedynymi igrzyskami olimpijskimi. Zajął drugie miejsce w kategorii lekkociężkiej, do 82,5 kilogramów. Był także drugi na mistrzostwach świata w 1955 oraz zdobył złoto mistrzostw Europy w tym samym roku. Pobił cztery oficjalne rekordy świata.